# María La Baja
María La Baja – miasto w Kolumbii, w departamencie Bolívar.